# Luar do Sertão (1971)
Luar do Sertão é uma comédia musical brasileira de 1971 dirigida por Osvaldo de Oliveira e protagonizada pela dupla sertaneja Tonico e Tinoco. Trata-se de uma refilmagem da película homônima de 1949.

## Sinopse
O filme narra a história da construção de uma ferrovia nas proximidades de uma pequena cidade, que tem sua tranquilidade abalada pela chegada de homens encarregados de abrir uma estrada de ferro.

## Elenco
- Tonico e Tinoco[2]
- Simplício[2]
- Nhá Barbina[2]
- Pirolito[2]
- Marlene Costa[2]
- Petrus Bakker[2]
- Letacio Camargo[2]
- Luiz Sacomani[2]
- Wilson Lozada[2]
- Baby Santiago[2]